# Mesochorus pungens
Mesochorus pungens là một loài tò vò trong họ Ichneumonidae.